# Aage Jensen
Aage Johannes Christian Jensen, född 9 februari 1898, död 21 december 1975, var en dansk fiskeribiolog.
Aage Jensen blev filosofie doktor 1933. Han blev 1919 assistent vid kommissionen för Danmarks fiskeri- och havsundersökningar. Jensen skrev värdefulla arbeten i fiskeribiologi och hydrografi, i vilka han särskilt behandlade de fysiska och biologiska orsakerna till växlingarna i årsfångsterna av sill, torsk, makrill, rödspätta och ål. Jensen utgav även tillsammans med Jan Arent van Deurs och Alb. Larsen en översikt över hela världens havsfiske, Havet og Fiskerierne. Haandbog i Havbruk (1947).